# Референдум о независимости Приднестровской Молдавской Республики (2006)

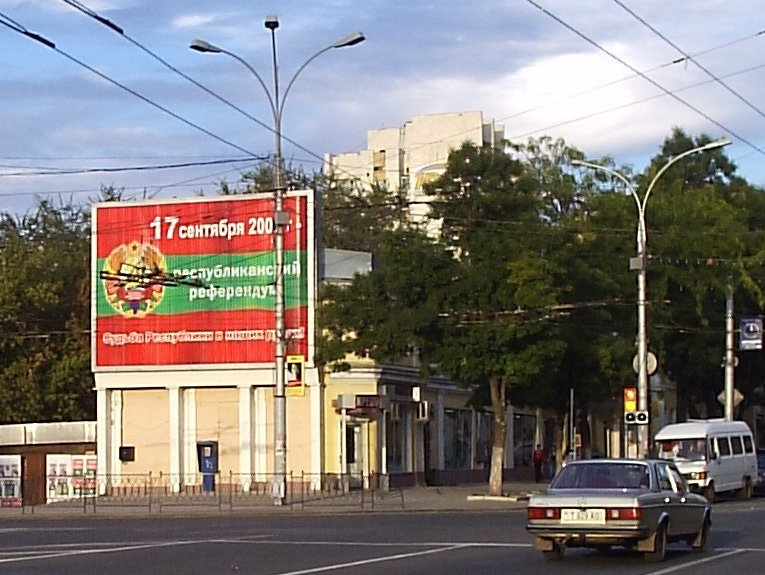
Плакат, сообщающий о референдуме

17 сентября 2006 года в Приднестровской Молдавской Республике прошёл референдум о независимости.
Жителям ПМР предстояло ответить на два вопроса:
1. Поддерживаете ли Вы курс на независимость Приднестровской Молдавской Республики и последующее свободное присоединение Приднестровья к Российской Федерации?
2. Считаете ли Вы возможным отказ от независимости Приднестровской Молдавской Республики с последующим вхождением в состав Республики Молдова?

Согласно объявленным итогам, по первому вопросу «за» высказались 97,1 % приднестровцев, «против» — 2,3 %. На второй вопрос положительно ответили 3,4 % граждан ПМР, отрицательно — 94,6 %.

## Предыстория

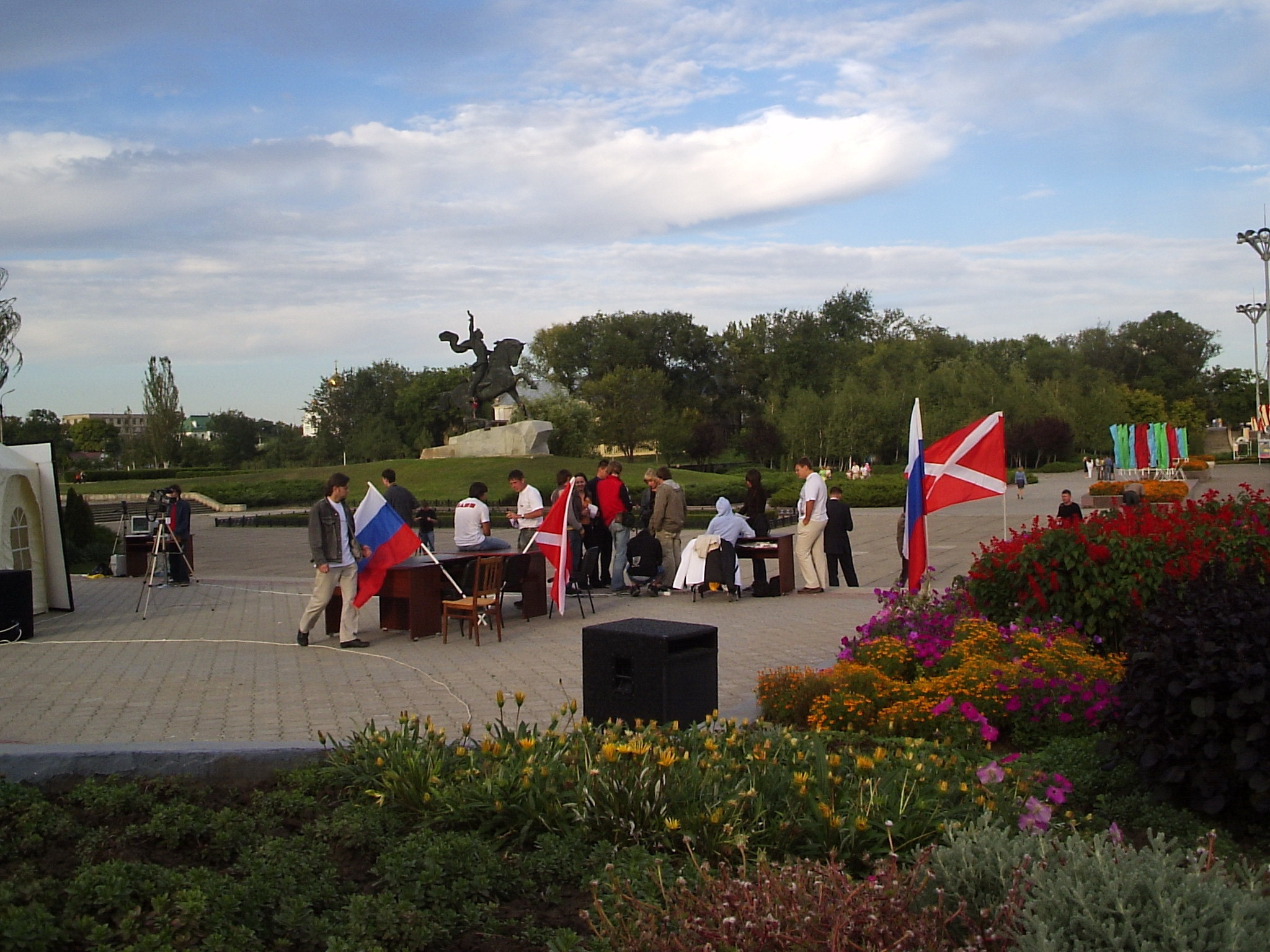
Международные наблюдатели за референдумом от молодёжного движения «Наши» в Тирасполе

Накануне референдума в регионе были приняты усиленные меры безопасности: милиция переведена на усиленный режим несения службы, во всех населённых пунктах организовано круглосуточное патрулирование улиц пешими и мобильными группами милиции, усилена охрана границы, проводился более тщательный досмотр на таможне. Руководство ПМР считало такие меры безопасности оправданными в связи со взрывами в Тирасполе летом 2006 года. 
Представители молдавских властей, а также руководство США, Европейского союза, Совета Европы, Румынии, Украины и ОБСЕ заранее заявляли, что не признают референдум легальным. О своей поддержке проведения референдума о независимости Приднестровья заявил молдавский политик Валерий Клименко, лидер внепарламентской крайне левой пророссийской партии «Равноправие». 
В то же время, официальный Кремль не заявил о признании легитимности референдума. МИД России лишь призвал не рассматривать референдум о независимости как попытку дестабилизировать ситуацию в регионе. Министр иностранных дел Сергей Лавров отметил, что референдум — это, «наверное, стремление привлечь внимание к тому, что ситуация не урегулирована». Он также заявил, что референдум в Приднестровье является реакцией на фактическую блокаду, от которой страдает экономика и жители этого региона… «К референдуму в Приднестровье надо относиться без эмоций, не позволять, чтобы эмоции заслонили суть, а суть заключается в необходимости вернуться за стол переговоров. Я думаю, что к этому есть желание у Приднестровья. Думаю, что в этом заинтересована и Молдова».

## Ход референдума

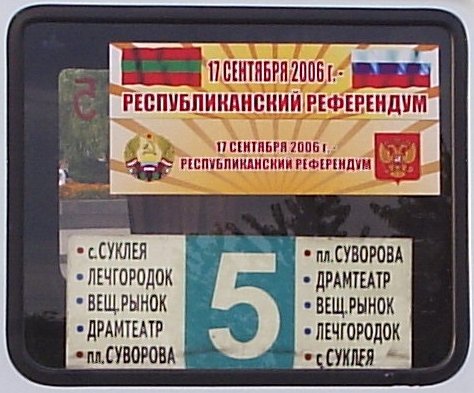
Плакат с информацией о референдуме в окне маршрутного такси

Утром 17 сентября открылись 262 участка для голосования. В референдуме приняли участие 174 международных наблюдателя. Наиболее многочисленные мониторинговые группы прибыли из Молдовы, России и Украины. Прибыли также официальные делегации из непризнанных Абхазии, Южной Осетии и Нагорного Карабаха. Есть наблюдатели и от международных организаций (Международный институт мониторинга выборов (IIEM), Центрально-Европейская группа политического мониторинга (Германия), «Свободная Румыния»), Европарламента и западноевропейские эксперты. 
Проведение экзит-поллов и съёмки в день референдума разрешены на расстоянии не ближе 25 метров от избирательных участков. 
По объявленным властями данным на 12:00, в референдуме приняло участие 37,9 % граждан Приднестровья. Наиболее высокая активность избирателей была в Григориополе и Григориопольском районе, где в референдуме приняли участие 51 % избирателей. В Каменке проголосовали 48 % граждан. За Каменкой шли Бендеры (40,4 %), Слободзея (37,73 %), Дубоссары (35,74 %), Тирасполь (33,88 %) и Рыбница (32,31 %). Согласно экзит-поллам к полудню 92 % проголосовали за независимость и союз с Россией. Только 2 % поддержали объединение с Молдовой, 6 % отказались говорить о своих предпочтениях. 

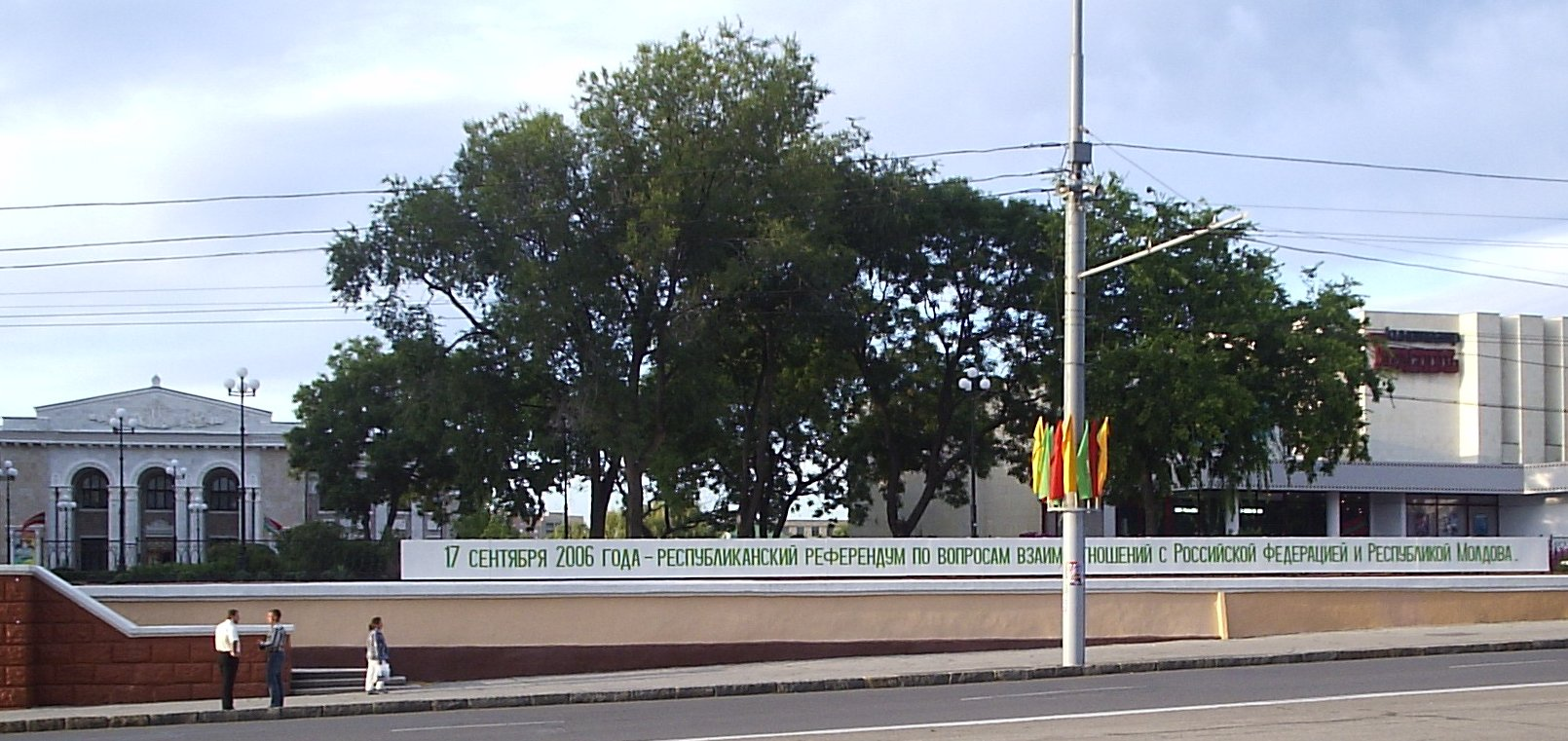
Плакат в Тирасполе, оповещающий о референдуме

По данным на 15:00 местного времени, проголосовало более 58 % избирателей: Рыбница — 53,69 %, Слободзея — 59,62 %, Дубоссары — 52,47 %, Каменка — 65,23 %, Бендеры — 59,87 %, Тирасполь — 58,85 %, Григориополь — 66,37 %. 
По данным Центральной избирательной комиссии на 18:00, активность избирателей на референдуме в Приднестровье достигла 70 %. В Бендерах проголосовало 70,63 % от общего числа избирателей, в Тирасполе — 69,54 %, в Слободзее и Григориополе — по 75 %. 
Президент Приднестровской Молдавской Республики Игорь Смирнов высказал мнение, что по итогам проведённого в воскресенье референдума Приднестровье сможет войти в состав Российской Федерации.

## Результаты референдума

Результаты по первому вопросу референдума:
За
Против

По официальным данным Центральной избирательной комиссии, 97,1 % приднестровцев, участвовавших в референдуме 17 сентября, высказались за независимость республики и последующее свободное присоединение её к России. 94,6 % проголосовали против вхождения Приднестровья в состав Молдовы. Такие данные обнародовал председатель Центризбиркома ПМР Пётр Денисенко.
По объявленным властями данным, активность избирателей на референдуме была "рекордно высокой" (по уточненным данным ЦИК, 78,6 %), то есть около 306 тыс. из 389 тыс. человек. В четырёх регионах республики — Каменке, Григориополе, Слободзее и Бендерах — явка избирателей превысила отметку в 80 %. Вплотную к ней приблизился Тирасполь (избирательная активность в приднестровской столице составила 79,85 %).
По словам председателя Центризбиркома Петра Денисенко, серьёзных нарушений в ходе референдума зафиксировано не было. 
|                        | Принявшие участие | За независимость и объединение с Россией | За независимость и объединение с Россией | За объединение с Молдовой | За объединение с Молдовой |
| За                     | Принявшие участие | Против                                   | За                                       | Против                    |                           |
| ---------------------- | ----------------- | ---------------------------------------- | ---------------------------------------- | ------------------------- | ------------------------- |
| Тирасполь              | 79,8 %            | 98,2 %                                   | 1,4 %                                    | 2,3 %                     | 96,0 %                    |
| Бендеры                | 81,0 %            | 96,6 %                                   | 2,7 %                                    | 3,1 %                     | 95,3 %                    |
| Дубоссары              | 69,2 %            | 94,7 %                                   | 4,1 %                                    | 5,7 %                     | 91,0 %                    |
| Григориополь           | 81,9 %            | 95,3 %                                   | 3,8 %                                    | 5,4 %                     | 92,6 %                    |
| Каменка                | 81,0 %            | 96,8 %                                   | 1,9 %                                    | 2,5 %                     | 96,0 %                    |
| Рыбница                | 73,4 %            | 96,9 %                                   | 2,3 %                                    | 4,3 %                     | 92,3 %                    |
| Слободзея              | 80,6 %            | 97,7 %                                   | 2,1 %                                    | 3,4 %                     | 95,2 %                    |
| Итого по Приднестровью | 78,6 %            | 97,1 %                                   | 2,3 %                                    | 3,4 %                     | 94,6 %                    |

## Реакция на референдум
В обращении к народу 18 сентября президент ПМР Игорь Смирнов заявил, что в Приднестровье "выросло целое поколение молодых людей, выбирающих Россию, а не Европейский союз и НАТО", что по его утверждению и "доказал референдум". Президент намерен подготовить законопроекты, направленные на гармонизацию законодательства Приднестровской Молдавской Республики и Российской Федерации в сфере финансовой, экономической, налоговой и таможенной политики, социального обеспечения и образования. Для президента ПМР плебисцит стал очень удачным стартом предвыборной кампании. 18 сентября Игорь Смирнов официально заявил, что будет баллотироваться на следующий срок. 
По результатам телефонного опроса утром 18 сентября 63 % слушателей (782 человека) радиостанции «Эхо Москвы» высказались за принятие Приднестровья в состав России. 37 % (466 человек) высказались против. 
Некоторые российские эксперты (председатель комитета Госдумы по международным делам Константин Косачёв, заместитель директора российского Центра политических технологий Алексей Макаркин, директор Центра сравнительных политических исследований Института экономики РАН Борис Шмелёв) полагали, что несмотря на результаты референдума, он не приведёт к изменению статуса ПМР и не повлияет на позицию международного сообщества по отношению к региону. 
20 сентября фракция «Родина» во время пленарного заседания в Государственной думе России предложила принять обращение российского парламента к президенту Владимиру Путину с просьбой в короткие сроки «изучить возможность и приступить к процедуре признания государственного суверенитета Приднестровской Молдавской республики». 
Глава поддерживаемого приднестровскими властями Союза украинцев Приднестровья Василий Проценко заявил, что «высказывания нового главы миссии ОБСЕ в Молдове Луиса О’Нилла о том, что результаты приднестровского референдума о статусе республики не будут признаны, безосновательны, так как ни одного наблюдателя от ОБСЕ на всенародном голосовании в ПМР 17 сентября не было». Более того, он считает, что миссия ОБСЕ последовательно выполняет политический заказ США по вытеснению России из региона. 
6 октября 2006 года Госдума РФ приняла постановление о признании приднестровского референдума о независимости легитимным (постановление не имело юридической силы и не ведёт к юридическим последствиям для Молдавского региона Приднестровье). Госдума призвала мировое сообщество учесть итоги референдума «ради обеспечения прав человека, мира и безопасности в данном регионе и справедливого разрешения приднестровского конфликта». Постановление было принято единогласно всеми 419 депутатами, присутствовавшими на заседании. 
Молдова не признала этот референдум легитимным, так же как и Украина, ЕС, ОБСЕ, Совет Европы,и США.
18 марта 2014 года Председатель Верховного совета Приднестровья Михаил Бурла направил спикеру Госдумы России Сергею Нарышкину письмо, в котором попросил предусмотреть в разработке законодательства по вхождению Приднестровья в состав РФ возможности по принятию и других иностранных государств.  Приднестровье надеется, что новые правила будут приняты и это позволит ему также претендовать на место в составе РФ. 16 апреля 2014 года официальное обращение к российским властям и ОБСЕ с просьбой о признании Приднестровья принял Верховный совет республики.